# Zoltán Latinovits
Zoltán Latinovits (n. 9 septembrie 1931, Budapesta, Regatul Ungariei – d. 4 iunie 1976, Balatonszemes, Districtul Siófok, județul Somogy, Ungaria) a fost un actor maghiar, laureat postum al premiului Kossuth, distins cu titlul de artist emerit.

## Biografie
Mama lui a divorțat de tatăl lui, Oskar Latinovits, în 1941 și s-a căsătorit cu medicul István Frenreisz, cu care a avut doi copii (István, care a devenit actor sub numele de István Bujtor, și muzicianul Károly). El a învățat la Școala Primară de pe strada Damjanich din Budapesta și a absolvit cu rezultate excelente în 1949 Gimnaziul Szent Imre. A devenit tâmplar și a lucrat la o firmă de construcții de poduri. A făcut parte din echipa de baschet Haladás SE din 1951 și a fost, de asemenea, un bun marinar. Începând din 1952 a studiat la Universitatea Tehnică din Budapesta și s-a implicat într-un grup de teatru. A obținut diploma de inginer civil în 1956.
El și-a început cariera profesionistă de actor după ce a făcut parte din diferite trupe artistice de studenți și de amatori. A fost actor mai întâi la Teatrul Csokonai din Debrețin (1956-1959), apoi a jucat la Teatrul Național din Miskolc (1959-1961), din nou la Teatrul Csokonai din Debrețin (1961-1962), apoi la Teatrul de Comedie din Budapesta (Vígszínház, 1962-1966), unde a interpretat unul dintre cele mai de succes roluri ale sale: Romei în reprezentația piesei Romeo și Julieta de Shakespeare în 1963, jucând alături de Éva Ruttkai, viitoarea sa soție.
A jucat apoi la Teatrul Thália (1966-1968), la Teatrul de Comedie (1969-1971) și în final la Teatrul Petőfi din Veszprém (1971-1976), unde a putut să-și realizeze vechiul său vis de a regiza spectacole. S-a remarcat ca recitator al poeziilor lui Attila József, Gyula Illyés și Endre Ady.
A apărut în numeroase filme de la sfârșitul anilor 1950 până la începutul anilor 1970. Unul dintre cele mai renumite filme în care a jucat este Szindbád (1971), inspirat din povestirile lui Gyula Krúdy și regizat de Zoltán Huszárik.

## Moartea
Latinovits a fost călcat în 1976 de un tren în stația Balatonszemes de lângă Lacul Balaton. Deși moartea lui a fost considerată o sinucidere potrivit rapoartelor oficiale, nu s-a lămurit niciodată pe deplin dacă el a sărit intenționat în fața trenului sau dacă a avut loc un accident. Moartea lui a devenit imediat o legendă romantică, din cauza asemănărilor cu sinuciderea poetul Attila József, ale cărui poezii au fost recitate deseori de Latinovits.

## Roluri în piese de teatru
Numărul rolurilor interpretate potrivit evidențelor teatrale este de 75, iar al pieselor regizate este de 3.
- Shakespeare:
  - Romeo și Julieta (Romeo)
  - Richard al II-lea (Henrik)
  - Comedia erorilor (Ephesusi Antilophas)
  - A douăsprezecea noapte (Orsino)
- Cehov: Unchiul Vania (Ivan Petrovics Voinițki)
- Dostoievski: Frații Karamazov (Ivan)
- Maxim Gorki: Vassza Zseleznova (Evgheni)
- G. B. Shaw:
  - Pygmalion (Henry Higgins)
  - Az orvos dilemmája (Louis Dubedat, festőművész)
- Miller:
  - A tisztesség tudó utcalány (Fred)
  - Az ügynök halála (Willy Loman)
  - Közjáték Vichyben (Labeau)
- Thomas Mann:
  - Fiorenza (Girolamo Savonarola)
  - Mário és a varázsló (Cipolla lovag)
- Hugo: Királyasszony lovagja (Ruy Blas)
- Ferenc Molnár:
  - Liliom (Liliom)
  - Játék a kastélyban (Ádám)
  - Az ördög (János)
- Jókai: Fiii omului cu inima de piatră (Jenő)
- Illyés:
  - A különc (Teleky László)
  - Tiszták (Pierre-Amiel, pápai legátus)
- Örkény: Tóték (őrnagy)
- Heltai:
  - A Tündérlaki lányok (Pázmán Sándor)
  - A néma levente (Agárdi Péter)
  - Az orvos és a halál (Titkár)
- Mikszáth: Căsătorie ciudată (contele János Buttler)
- Csokonai: Özvegy Karnyóné (Lipitlotty)
- Bródy: A tanítónő (ifjú Nagy)
  - A dada (Viktor)
- Darvas: Zrínyi (Miksa császár)
- Békeffi - Fényes - G. Dénes: A kutya, akit Bozzi úrnak hívtak (Dr. Edvardo Bozzi)
- Kálmán: Marica grófnő (István)
- Kundera: Zárt ajtók mögött (Karel)
- Sartre: A tisztességtudó utcalány (Fred)
- Euripidész: Trójai nők (Talthybiosz)
- O'Neill: Amerikai Elektra (Orin)
- Pirandello: IV. Henrik (IV. Henrik)
- Chase: Barátom Harvey (Sanderson dr.)
- Kielland: Az ember, aki nemet mondott (Frank)

## Filmografie
- Ki látott engem? (1977) (csak hang)
- Az ötödik pecsét (A cincea pecete) - Civilruhás (1976)
- Ballagó idő - Huszártiszt (1976)
- 141 perc a befejezetlen mondatból - Wavra tanár (1975)
- A Pendragon legenda - Dr. Bátky János (1974)
- A dunai hajós - Monseniur Boris (1974)
- A magyar ugaron - Zilahy Kálmán - Tanár (1973)[4]
- És mégis mozog a föld - Bálvándy báró (1973)
- A lámpás - pap (1972)[5]
- „Les Évasions célèbres” - Le baron de Kempelen (1972) (tévésorozat)
- Volt egyszer egy család - Géza (1972)
- A legszebb férfikor - Alker Tamás (1972)
- Csárdáskirálynő - Miska (1971) /a német nyelvű verzióban is/
- Szindbád - Szindbád (1971)
- Szerelmi álmok - herceg (1970)
- Utazás a koponyám körül - Karinthy Frigyes, az író (1970)
- Isten hozta, őrnagy úr! - őrnagy (1969)
- Az alvilág professzora - Gálffy alezredes (1969)[6]
- 1969 Alfa Romeo și Julieta  (Alfa Rómeó és Júlia) - Vili
- Az örökös - Geréb Róbert (1969)
- Hazai pálya - Köves Béla, csapatkapitány (1969)
- Komédia a tetőn - Géza (1969) (TV)
- A nagy kék jelzés - Abay - költő (1969)
- Régi nyár - Baron János Pataky (1969) (TV)
- Keresztelő - Gócza Menyhért (1968)
- Falak - Ambrus László (1968)
- 1968 Stelele din Eger (Egri csillagok) - Varsányi Imre
- Kártyavár - Dr. Bán (1968)
- Csend és kiáltás - Kémeri (1968)
- 1967 Cele trei nopți ale unei iubiri (Egy szerelem három éjszakája) - Menyhért
- Fiúk a térről - Somos doktor (1967)
- 1967 Studiu despre femei (Tanulmány a nőkről), regia Márton Keleti
- Mocorgó (1967) (TV) - Iric
- Mélyrétegben (1967)
- 1966 Kárpáthy Zoltán - Szentirmay Rudolf
- Aranysárkány - Fóris - tanár (1966)
- És akkor a pasas… - a főnök (1966)
- Hideg napok - Büky őrnagy (1966)
- 1966 Un nabab maghiar (Egy magyar nábob) - Szentirmay Rudolf
- Minden kezdet nehéz (1966)
- Az orvos halála - narrátor (1966)
- Sok hűség semmiért - szobrász (1966)
- 1965 Lumină după jaluzele (Fény a redőny mögött)
- Iszony (1965)
- Sellő a pecsétgyűrűn - Borsy Kálmán (1965)
- 1965 Sărmanii flăcăi (Szegénylegények)- Veszelka Imre
- 1964 Carambol (Karambol) - Weber István
- Az aranyfej (1963)
- 1963 Foto Háber (Fotó Háber) - Csiky Gábor
- Oldás és kötés - Járom Ambrus dr. (1963)
- 1963 Drama Ciocârliei (Pacsirta), regia: László Ranódy - Miklós
- Omul de aur - Tódor Krisztyán (1962)
- Kertes házak utcája - János (1962)
- Gyalog a mennyországba - Imre (1959)

## Cărți publicate
- Ködszurkáló; Magvető, Budapesta, 1973[7]
- Verset mondok. Tanulmányok, nyilatkozatok, műsorok; dokumentum gyűjt., összeáll. Surányi Ibolya; NPI, Budapesta, 1978 (Szkénetéka)
- Zoltán Latinovits: Emlékszem a röpülés boldogságára. Összegyűjtött írások; szerk., előszó, jegyz. Gábor Szigethy; Magvető, Budapesta, 1985
- László Németh–Zoltán Latinovits: Győzelem. Szövegek, legendák, dokumentumok; összegyűjt., szerk., kísérőtanulmány, jegyz. Szigethy Gábor, fotók Benkő Imre; Országos Színháztörténeti Múzeum és Intézet, Budapesta, 1991
- Magasból a mélybe. Latinovits Zoltán levelei Beke Alberthez; Mundus, Budapesta, 1996
- Verset mondok. Tanulmányok, nyilatkozatok, műsorok; dokumentumgyűjt., összeáll. Surányi Ibolya; Holnap, Budapesta, 2002
- Drága jó Mamikám! Levelek Édesanyjához; szerk., jegyz. Balatoni Monika; Kairosz, Budapesta, 2003 (Magyar Thália)

## Premii
- 1966 – Premiul Jászai Mari
- 1970 – Premiul Balázs Béla
- 1975 – Artist emerit
- 1990 – Premiul Kossuth (postum)
- 1996 – Premiul pentru răspândirea culturii maghiare (postum)
- 2015 – Cetățean de onoare al sectorului IX (Ferencváros) al Budapestei (postum)